# کاراکوی (شاوشات)
کاراکوی (به ترکی استانبولی: Karaköy) یک منطقهٔ مسکونی در ترکیه است که در شاوشات واقع شده‌است. کاراکوی ۱۰۰ نفر جمعیت دارد.